# Provincia de Hato Mayor
Hato Mayor es una de  las 32 provincias de la República Dominicana; forma parte de la Región Este, junto a las provincias de Monte Plata, La Romana, San Pedro de Macorís, El Seibo y La Altagracia. La capital provincial es la ciudad de Hato Mayor del Rey, comúnmente conocida como Hato Mayor.
Es una de las provincias más recientes del país; fue creada el 3 de diciembre de 1984 por medio de la Ley n.º 245. Sus primeras autoridades fueron escogidas en las elecciones del 16 de mayo de 1986. La provincia quedó integrada por los municipios Hato Mayor del Rey, Sabana de la Mar y El Valle. Hato Mayor fue declarada como la primera provincia ecoturística de la República Dominicana, mediante la Ley 77-02 del 19 de junio de 2002, ya que encierra ecosistemas de gran valor para la preservación de la biodiversidad del país.

## Toponimia
El nombre que tiene esta provincia data del inicio de la colonización española. Su origen está vinculado al hecho de que una parte de los terrenos donde se levanta fueron destinados a la crianza de ganado o hatos, siendo este el más extenso de la región, propiedad de la Corona española, siendo su primer propietario el rey Carlos I de España y Carlos V del Sacro Imperio Romano Germánico.
Tanto las tierras de Hato Mayor del Rey como las del Hato de la Pringamosa, Hato Nuevo, Hato Viejo, Los Hatillos, Juan Jiménez, La Piedra Rodada o La Rodá, El Rodeo, Fió-Fió y Las Palmillas, formaban parte del Mayorazgo de Dávila, instituido en la ciudad de Santo Domingo el 23 de agosto del 1554 por el Regidor Don Francisco Dávila, en la persona de su sobrino Gaspar Dávila, hijo de su hermana Ana Dávila, mujer de Hernando de Berlonga. La vigencia de este mayorazgo perduró hasta los comienzos del siglo XX. En casi cuatro siglos el Hato Mayor tuvo unos 19 dueños, poseedores o herederos, pasando del primer propietario, el rey Carlos V, a manos de Francisco Dávila, siendo su última heredera doña Maria de las Mercedes de la Rocha Landeche y Coca, fallecida en 1904.
De manera que cuando dejó de ser propiedad del rey de España, la tradición mantuvo el nombre de Hato Mayor del Rey a la zona, quedando el nombre registrado en la historia, hasta ser instituido oficialmente al crearse la provincia en 1984.

## Fiestas Patronales de la provincia
Esta provincia se engalanó del 23 al 30 de septiembre de 1985 con la celebración de las primeras fiestas patronales en honor a Nuestra Señora de Las Mercedes, marcando un hito tras la elevación de Hato Mayor de municipio a provincia. El evento contó con una variada programación que incluyó juegos populares, reinados, ceremonias religiosas, charlas, presentaciones de conjuntos folclóricos y caravanas. Además, se creó la denominada "Plaza de la Cultura", donde cada día estuvo dedicado a un municipio de la región Este del país.

## Historia
Los primeros habitantes del territorio de Hato Mayor, al igual que de toda la isla, pertenecían al grupo conocido actualmente como los Arcaicos o Precerámicos, denominación que se debe a la ausencia de alfarería en su cultura. Estos grupos eran cazadores-recolectores que preferían asentarse en zonas costeras ricas en recursos, especialmente en áreas con abundante mangle. En Hato Mayor, se establecieron en la costa de Los Haitises, dentro de la Bahía de Samaná.
Posteriormente, la región fue ocupada por otros grupos indígenas arahuacos. En la zona del Parque nacional Los Haitises, se ha encontrado restos de las culturas aborígenes de la isla. También en Capote, sección Don López, próximo a la ciudad de Hato Mayor del Rey. En la cueva Funfún abundan petroglifos.
A la llegada de los españoles, el territorio de Hato Mayor era parte integrante del cacicazgo de Higüey, gobernado por el cacique Cayacoa.

### Época Colonial
Al llegar a La Española en 1502 el nuevo gobernador Nicolás de Ovando repartió los terrenos al Rey Carlos V de España y Alemania.

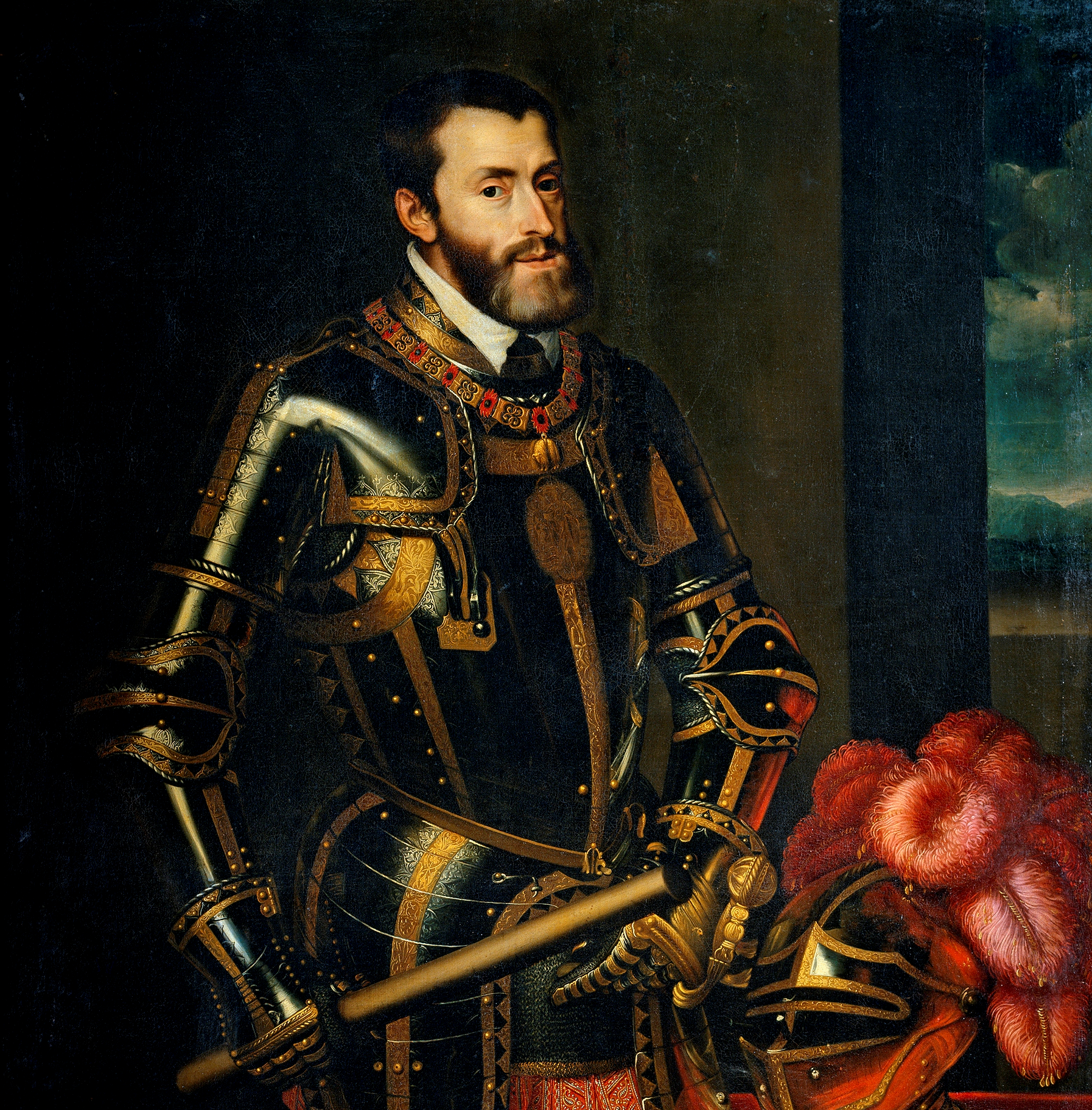
Rey Carlos V de España y Alemania, poseedor de las tierras de Hato Mayor, pasando estas a Francisco Dávila para su administración.

Los territorios de Hato Mayor fueron divididos en nueve hatos separados por ríos, montañas y bosques, y estuvieron destinados a la crianza de ganado vacuno, caballar y lanar. Estos hatos eran; Hato Alonsillo, Hato del Rodeo, Hato de Pringamosa, Hato de Anguilla, Hato de Azuí, Hato de los Jíbaros, Hato del Fiofío, Juan Jiménez y Hato Mayor del Rey, el más grande de todos.
En 1520 fue fundado Hato Mayor del Rey por Francisco Dávila, como una porción de tierra que se dedicaba a la ganadería y la agricultura. Los primeros pobladores de Hato Mayor fueron negros esclavos traídos del continente africano por Francisco Dávila.
Francisco Dávila, en su posición de Tesorero Real y Regidor Perpetuo en La Española, estableció el Mayorazgo de los Dávila el 23 de agosto del año 1554 en la ciudad de Santo Domingo, con la presencia de su sobrino Gaspar Dávila, originando que estos terrenos formaran parte del extenso Mayorazgo de los Dávila.
A través del tiempo, Hato Mayor del Rey pasó por las manos de varios herederos y poseedores, pero no fue hasta el año 1746 cuando Don Antonio Coca y Landeche Vevers, quien era administrador perpetuo del Mayorazgo de los Dávila, fundó Hato Mayor del Rey como pueblo, ya que este había erigido una ermita dedicada a Nuestra Señora de la Mercedes para estimular a las personas de los alrededores de la hacienda a la práctica de la religión católica.
En la zona Este del país, se produjo una de las guerras más brutales entre los españoles y los indígenas, sintiéndose sus efectos en el área de Hato Mayor. Al concluir el conflicto bélico, el gobernador de la isla, Nicolás de Ovando, instruyó que se erigieran dos villas en la región, una de las cuales fue El Seibo, a la cual pertenecería el tradicionalmente conocido como Hato Mayor del Rey y otros hatos que forman en la actualidad la provincia de Hato Mayor.
En 1785 en lo que es la actual provincia Hato Mayor, solo había una población importante, que era Sabana de la Mar, fundada originalmente con familias canarias en los primeros meses del año 1760. Hacia 1783 entre Sabana de la Mar y Samaná había unas 500 personas.

### Hato Mayor y la Independencia Nacional
El papel de los hatomayorenses en el proceso de la Independencia Nacional fue de mucha singularidad. Es antigua la versión que dice que en la parte Este del país fue donde se proclamó primero la separación de Haití. Ese hecho se produjo precisamente en Hato Mayor, en horas de la mañana del 27 de febrero de 1844.[cita requerida]
Los hechos ligados a aquella acción se iniciaron en El Seibo en la madrugada de ese mismo día. Un grupo dirigido por Pedro Santana decidió tomar la Comandancia de Armas de la ciudad y pronunciarse a favor de la separación, lo que estaba vinculado estrechamente a los planes que existían para pronunciar por la misma causa a la ciudad de Santo Domingo, la noche del 27 de febrero. La toma de la comandancia de El Seibo se produjo en horas de la madrugada, contra la resistencia del comandante de la plaza.
A última hora, los triunfantes separatistas decidieron trasladarse a Hato Mayor, sin realizar el pronunciamiento de separación. Se ha dicho que no prosperara la acción pautada para horas de la noche en Santo Domingo. Cuando los separatistas llegaron a Hato Mayor, en la mañana, sí hicieron la proclama, destituyeron y apresaron a las autoridades haitianas. Se izó una bandera dominicana, cuya confección se le atribuye a Ana Rambal y Rosalía Bastardo de Guillermo.
Luego de haberse realizado este acto en la provincia Hato Mayor, la noche de ese mismo día en la ciudad de Santo Domingo, con la ausencia de Juan Pablo Duarte, fue proclamada la Independencia Nacional por Francisco del Rosario Sánchez, Tomás Bobadilla y Briones, Ramón Matías Mella y otros patriotas, quienes expresarían a las autoridades haitianas su indestructible resolución de ser libres e independientes, a costa de nuestras vidas y nuestros intereses, sin que ninguna amenaza sea capaz de retractar nuestra voluntad.
Luego de haberse formado la Nueva República, los separatistas sabían que las tropas haitianas no se rendirían y que lucharían para obtener el territorio que según ellos le pertenecía. Por tal razón, se realizaron varias invasiones en las que los hatomayorenses tuvieron una participación heroica.

#### Batalla de Azua
El día 14 de marzo de 1844, el general Pedro Santana salió hacia la frontera, con su ejército de 2,000 hombres, entre los que contaba con amigos personales, hateros y monteros de El Seibo, Hato Mayor e Higüey. El día 19 de marzo de 1844 fue librada la Batalla de Azua, la cual fue operada bajo el control superior del general Pedro Santana acompañado por Antonio Duvergé. El centro de la defensa dominicana estaba comandado por Juan Esteban Ceara, el hatomayorense Lucas Díaz y Luis Álvarez, que contaba con una pieza de artillería y el grueso de las tropas de monteros y hateros.
Entre los generales hatomayorenses estaban Pedro Guillermo, Genaro Díaz, Eugenio Miches, Santiago Silvestre, Ramón de González, Donato de Mota, Isidro Astacio, Silvestre del Carpio, Quintino Peguero, Gregorio de Los Reyes, Santiago Mota, Valentín Mejía, Lucas Santana, José Mota, Luciano Peña, Juan Mazara y Domingo Peguero.

#### Batalla Estrelleta
La Batalla Estrelleta fue otra donde los hatomayorenses tuvieron participación notable. Esta batalla fue librada el 17 de septiembre de 1845. El día 16 de septiembre el general José Joaquín Puello acompañado del general José María Cabral y Luna recibió militares de infanterías de tres brigadas y ocuparon los cerros de La Estrelleta.
Entre estos militares se encontraban los generales hatomayorenses Pedro Guillermo, Eugenio Miches, Genaro Díaz, Santiago Silvestre, Ramón de González, Santiago Mota, Donato de Mota, Gregorio de Los Reyes, José Mota, Valentín Mejía, entre otros que tuvieron una participación histórica.

#### Batalla de El Número
La Batalla de El Número fue librada el 17 de abril de 1849. Santana organizó las diferentes rutas de la batalla y luego se colocó en una posición defensiva, pero los invasores al mando del general Jeannot Jean Francois no se dieron por vencidos por lo cual la batalla no fue decisiva.
En esta batalla participaron los generales Quintino Peguero, Pedro Guillermo,  Silvestre del Carpio, Domingo Peguero, Eugenio Miches, Gregorio de Los Reyes, Santiago Mota, Ramón de González, José Mota, entre otros hatomayorenses.

#### Batalla de Las Carreras
La Batalla de Las Carreras fue librada el 21 de abril de 1849. Dirigida por Pedro Santana, esta batalla se realizó a 86 kilómetros de la ciudad de Santo Domingo, cerca del río Ocoa. Santana obtuvo la victoria luego de tres días de combate.
Tuvieron participación en esta batalla los generales Pedro Guillermo, Quintino Peguero, Lucas Santana, Eugenio Miches, Isidro Astacio, Juan Mazara, Santiago Mota, Silvestre del Carpio, José Mota, Luciano Peña, entre otros.

#### Batalla de Santomé
La Batalla de Santomé fue librada el día 22 de diciembre de 1855 en una sabana ubicada en las afueras de la ciudad de San Juan de la Maguana. Esta invasión fue dispuesta por el emperador haitiano Faustino Soulouque, bajo el pretexto de impedir que la parte Este fuera anexionada a los Estados Unidos.
Fue comandada por el general José María Cabral y dirigida por los generales Pablo Contreras y Bernandino Pérez. En esta batalla participaron los generales hatomayorenses Genaro Díaz, Quintino Peguero, Santiago Silvestre, Isidro Astacio, Valentín Mejía, Lucas Santana, Juan Mazara, entre otros valientes hateros.

### Hato Mayor y la Guerra de la Restauración
Así como Hato Mayor se adelantó en la proclamación de la separación de Haití, también hizo lo mismo con la proclama de Anexión del país a España en 1861. Efectivamente el 12 de marzo de 1861], el coronel Manuel Santana proclamó anexando el pueblo; mientras que el resto del país hizo lo mismo a partir del día 18 de marzo.
En lo que no cabe duda también es que cuando se inició la Guerra de la Restauración, en 1863, los hatomayorenses no tardaron en levantarse en armas a favor de este movimiento; no solo esto, sino que hombres de esta población, como Pedro Guillermo y Genaro Díaz, promovieron el lanzamiento generalizado en la provincia de El Seibo, que entonces cubría todo el Este del país y que era precisamente el hogar de Pedro Santana, artífice de la anexión. Por tanto, en esta zona él ejercía una gran influencia. No fue raro que el gran caudillo de El Seibo se tomara a pecho esta desafección a su liderazgo y convirtiera el Este en el escenario de su lucha contra los restauradores.
Desde octubre de 1863, cuando Pedro Guillermo y Genaro Díaz, entre otros, sublevaron al Este, la Guerra Restauradora cobró un impulso extraordinario. Con la entrada del 1864 la situación se agudizó, y en toda la zona hubo combates, incluyendo en Hato Mayor.

#### Combate San Miguel
En la región Este, el golpe inicial de las protestas contra el régimen español fue en la comarca de Hato Mayor. Este fue el combate de San Miguel. Santiago Silvestre comandó, en esta batalla que duró nueve horas, donde los hatomayorenses derrotaron a los españoles.

#### Batalla de San Nicolás
El 5 de marzo de 1864 se libró en los terrenos de Yerba Buena la batalla de San Nicolás, iniciada por el Padre Domingo Feliciano. La batalla duró más de 9 horas, donde entró en acción a la hora de la tarde las tropas de Dos Ríos, comandada por Laureana Vásquez para asistir a su esposo Antonio Guzmán, y donde también estaba luchando Genaro Díaz y se distinguió el coronel Valentín Mejía. En esta batalla se encontraban más de 3,000 españoles, comandada por el Brigadier don Baldomero de Las Callejas, donde fueron humillados por las tropas dominicanas.

#### Batalla de Sabana Burro
El 4 de mayo de 1864 entrando al amanecer, fue librada la batalla de Sabana Burro en la unión de los ríos Higuamo y Guamira. Genaro Díaz estuvo a cargo de esta batalla. Los restauradores enviaron una columna hasta el centro de la sabana para cañonear a los españoles. Genaro tuvo una participación sobresaliente con el manejo diestro del sable logrando que el pabellón tricolor volviera a ondear airoso bajo el cielo de la Patria. Los hatomayorenses derrotaron a los españoles, cuando adquirieron unos de los dos cañones españoles.

#### Batalla de Mata Palacio
El 27 de mayo de 1864 se libró la batalla de Mata Palacio, dirigido por los generales Pedro Guillermo y Víctor de los Reyes. También contó con la participación de Genaro Díaz y Santiago Silvestre, donde los españoles tuvieron mucha baja en este acontecimiento.

#### Batalla de La Plaza
El 23 de noviembre de 1864 fue librada la batalla de la Plaza. Esta estuvo con la participación de restauradores del Este y del Cibao, a los cuales rodearon a los españoles en la Plaza Pública de la iglesia de Hato Mayor del Rey. El general Pedro Guillermo, al igual que Quintino Peguero, tuvo una excelente participación en esta batalla, bajando la bandera española y enhestado la dominicana. Los hatomayorenses derrotaron a los españoles de tal manera que los españoles enterraron sus bienes en los patios y solares.

#### Combate de Machado
Así mismo, se libró en la comunidad de Machado, cercano a la ciudad de Hato Mayor del Rey en 1864 el Combate de Machado. En esta batalla el general Quintino Peguero tuvo una participación heroica ya que venció a los españoles con pocas municiones.

### Próceres de Hato Mayor
Hato Mayor, al igual que todas las provincias de República Dominicana, tuvo personalidades destacadas durante el siglo XIX que participaron en la Independencia Nacional y la Guerra de la Restauración. Estos dieron la vida por su patria y su pueblo, defendiendo los intereses de su nación como así siempre lo quiso Juan Pablo Duarte.
Además Hato Mayor tiene la honra de haber tenido a la primera pareja de padre e hijo que fuesen presidentes de la República.

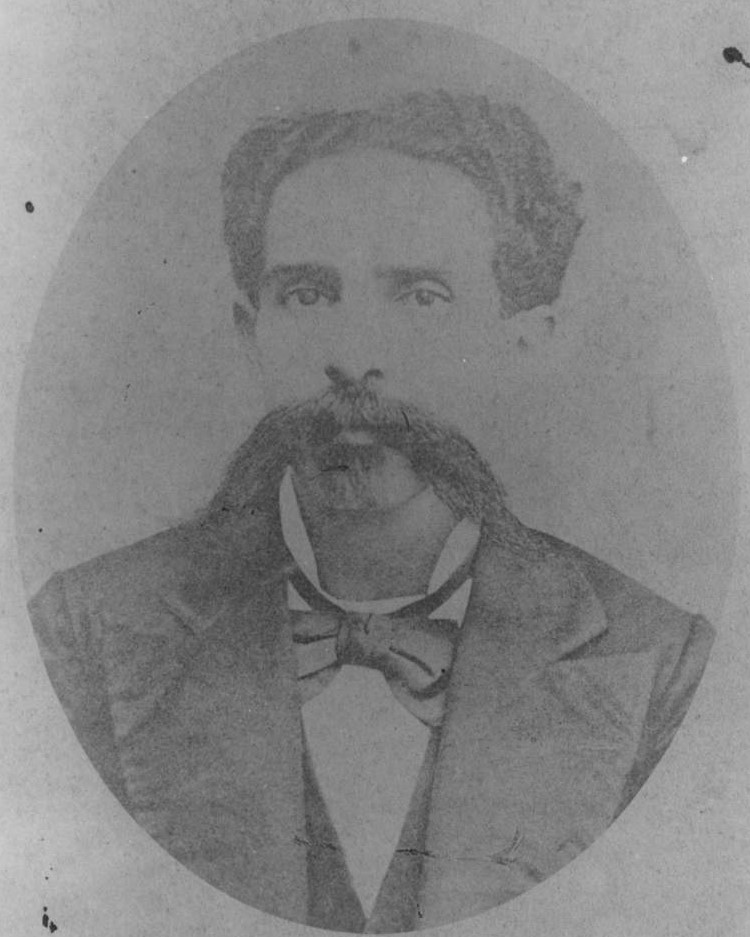
Cesáreo Guillermo y Bastardo?.

Presidentes de la República
- Pedro Guillermo
- Cesáreo Guillermo y Bastardo

Otros Próceres
- Isidro Astacio
- Donato Bastardo
- Felipe de Castro
- Mónico de León
- Pedro Pablo de León
- Pedro de Morla
- Donato de Mota
- Juan de la Rosa
- Gregorio de Los Reyes
- Víctor de Los Reyes
- Silvestre del Carpio
- Cirilio Díaz
- Genaro Díaz
- Faustino Echavarría
- Ramón de González
- Antonio Guzmán
- Miguel Lovera
- Juan Mazara
- Anastasio Mejía
- Valentín Mejía
- Eugenio Miches
- Andrés Mota
- José Mota
- Santiago Mota
- Domingo Peguero
- Quintino Peguero
- Luciano Peña
- Julián Polanco
- Secundina Reyes
- Eustaquio Rondón
- Alberto Santana
- Lucas Santana
- Antonio Silvestre
- Santiago Silvestre
- Zenón Zorrilla

### Hato Mayor y los Patriotas Revolucionarios ‘‘Gavilleros’’
Cuando la primera intervención norteamericana en República Dominicana (1916-1922); un grupo de hombres y mujeres nacionalistas, se opusieron y levantaron su voz de protesta. 
Los mal nombrados ‘‘Gavilleros’’ eran en realidad Combatientes Revolucionarios que lucharon en contra de la primera intervención norteamericana en República Dominicana (1916-1922)
A partir de ese momento, fueron ferozmente perseguidos, encarcelados y torturados. Los que escaparon, huyeron hacia la parte Este de la isla y desde allí organizaron su resistencia. Los norteamericanos los etiquetaron con el mote de ‘‘Gavilleros’’. Los acusaron de ladrones y saqueadores y muchos de ellos fueron asesinados y  otros murieron mientras eran salvajemente torturados para que se auto incriminaran o delataran a otros. Las tropas norteamericanas peinaron todo el país desarmando a la población pero a pesar de todo, hubo un grupo de rebeldes que se mantuvo contra la autoridad extranjera. Los “Patriotas Revolucionarios ‘‘Gavilleros’’” operaban al este del país y estaban conformados, en gran medida, por campesinos que habían sido despojados de sus tierras durante el apogeo de la industria azucarera de gran capital extranjero, iniciado a finales del siglo XIX e incentivado en los primeros quince años del siglo XX. Se escondían en las zonas montañosas y atacaban mediante el método de la guerra de guerrilla, contando para ello con la colaboración del grueso de la población de la región e incluso con la de los propios administradores de los ingenios que, a fin de evitar la quema o asalto de sus campos, bodegas y bateyes, les suministraban dinero y comida.
Estos Combatientes Revolucionarios  solo pudieron ser afectados seriamente cuando las operaciones en su contra contaron con el concurso de los soldados dominicanos de la Guardia Nacional, que si cometían tropelías y saqueos para acusar a los Patriotas Revolucionarios ‘‘Gavilleros’’. 
En 1922 aceptaron una amnistía general ofrecida por el gobierno de ocupación bajo el entendido de que se instauraría el Gobierno Provisional dominicano acordado en el Plan Hughes-Peynado de ese año. 
Sus líderes más importantes fueron Vicente Evangelista, Ramón Natera, Martín Peguero, José Piña, Luciano Reyes, Pedro Tolete, Marcial Guerrero y Félix Laureano. Otros sufrieron años de encierros y vejámenes inenarrables. 
El último de estos héroes fue don Cayo Báez quien fue torturado desde las plantas de los pies hasta la coronilla de su cabeza para que denunciara a sus compañeros. Salvo su vida milagrosamente, después que las tropas norteamericanas lo dieran por muerto y lo dejaron abandonado a orillas del río Camú en Bonao. Nunca habló. Muere en Bonao en el 1992 en la más absoluta miseria.
En los primeros años, los Patriotas Revolucionarios ‘‘Gavilleros’’ realizaban asaltos menores a campesinos para asegurar el sustento de sus tropas y cuando se reunía una buena cantidad de ellos, desafiaban la autoridad del gobierno arremetiendo contra ciudades como ocurrió el 28 de diciembre de 1909 en La Romana, esto lo hacían para atacar los intereses del Yanki invasor.
Los ingenios azucareros empezaron a ser atacados luego que fue derrocado el gobierno de Bordas en 1914. Las compañías azucareras llegaron, en agosto de 1915, a un convenio con los generales Patriotas Revolucionarios ‘‘Gavilleros’’ Salustiano de Goicochea (Chachá), Vicente Evangelista (Vicentico) y otros por medio del cual los Patriotas Revolucionarios ‘‘Gavilleros’’ no atacarían los ingenios azucareros a cambio de contratos para la construcción de dos carreteras para los generales Goicochea y Calcaño, quitar una querella judicial que pesaba sobre Calcaño, y poder de decisión en la designación de guarda campestres en los ingenios Angelina, Consuelo y Santa Fe, en la provincia San Pedro de Macorís.
Cuando se produjo la primera ocupación militar estadounidense, que se inició en el año 1916 y concluyó en 1924, los dueños de ingenios azucareros solicitaron al Gobernador Militar no enviar tropas. Pero a principios de 1917, se decidió enviar tropas al este con lo cual los líderes Patriotas Revolucionarios ‘‘Gavilleros’’ vieron amenazado tanto su prestigio como su poder que se derivaban del sistema de organizar a los desplazados de sus tierras por los ingenios azucareros  que sucedían en la zona. Su reacción fue declarar la guerra a las tropas estadounidenses. 
Hato Mayor se convirtió en uno de los escenarios de la lucha de los Patriotas Revolucionarios Patriotas Revolucionarios ‘‘Gavilleros’’. Esta comunidad fue ocupada por las tropas interventoras el 12 de enero de 1917 y, como consecuencia de la presencia de los Patriotas Revolucionarios ‘‘Gavilleros’’, las tropas de ocupación se enseñaron contra la común y los lugares vecinos, incluyendo a Sabana de la Mar, cometiendo toda clase de atropellos, incendios, matanzas indiscriminadas, ahorcamientos, fusilamientos, apresamiento y torturas de todo tipo, así como realizando la llamada Reconcentración de la población.
Desde el comienzo de la lucha armada, que inició el general Salustiano Goicochea (Cachá), hasta el final, cuando era el principal cabecilla el general Ramón Natera, el enfrentamiento costó muchas vidas dominicanas y estadounidenses. En los primeros meses de 1917, la lucha en la región tuvo mucha actividad, la que se redujo cuando el general Salustiano Goicochea pactó con las tropas norteamericanas a las pocas semanas de su levantamiento y Vicente Evangelista (Vicentico) fue hecho prisionero mediante un ardid y fusilado en julio de 1917.
Las actividades Revolucionarias se reactivaron en el verano de 1921 teniendo a Ramón Natera como cabecilla del movimiento.
A principios de 1922, se le dio garantía de libertad a Natera y sus seguidores Natera se dedicó a administrar una gallera (lugar donde se realizan peleas de gallo) y se convirtió en perseguidor de Patriotas Revolucionarios ‘‘Gavilleros’’ Murió asesinado luego de una tonta discusión personal.

## Geografía

### Ubicación y límites geográficos

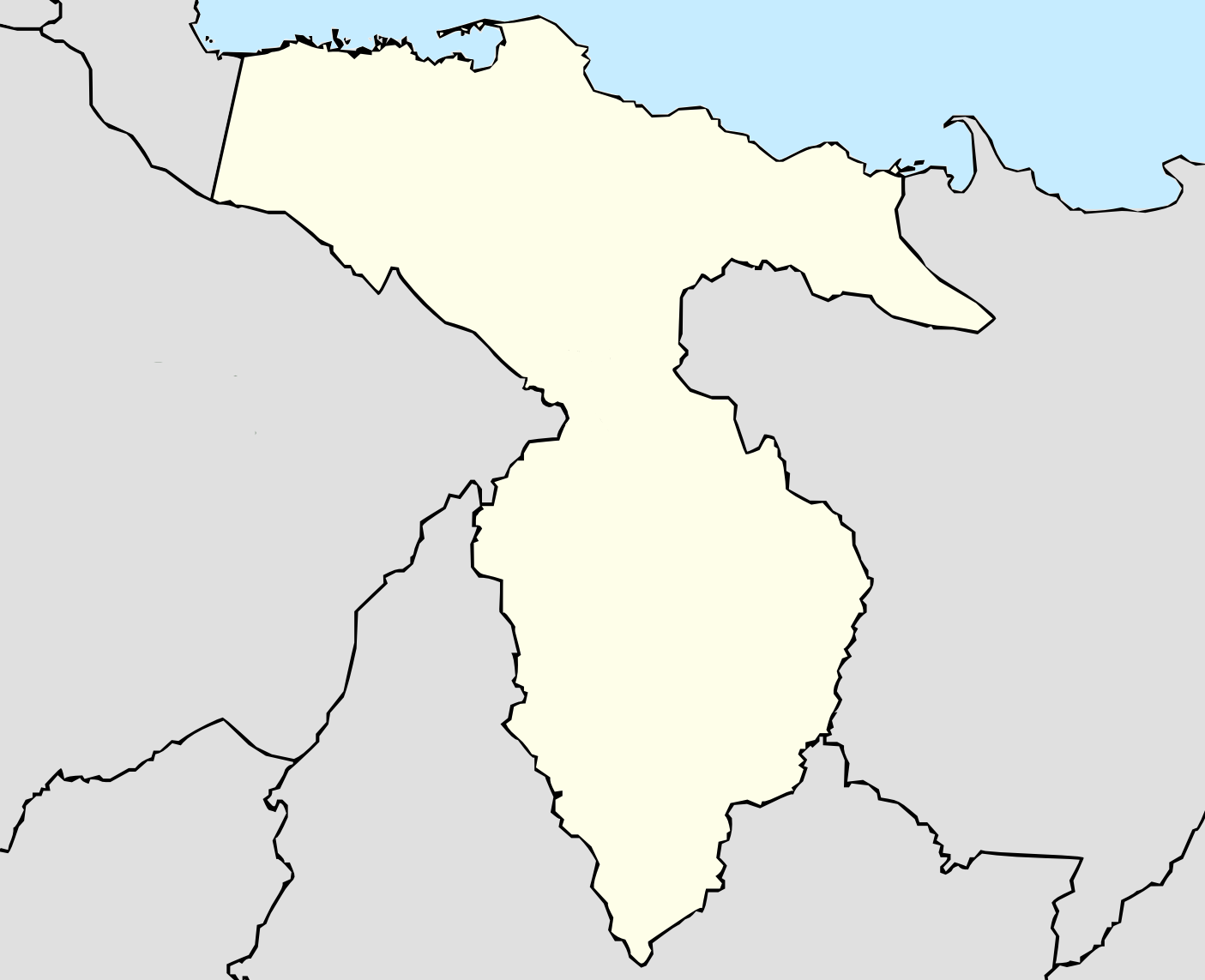
Mapa de la provincia Hato Mayor luego de la incorporación del paraje Mango Limpio, en fecha 4 de febrero de 2013.

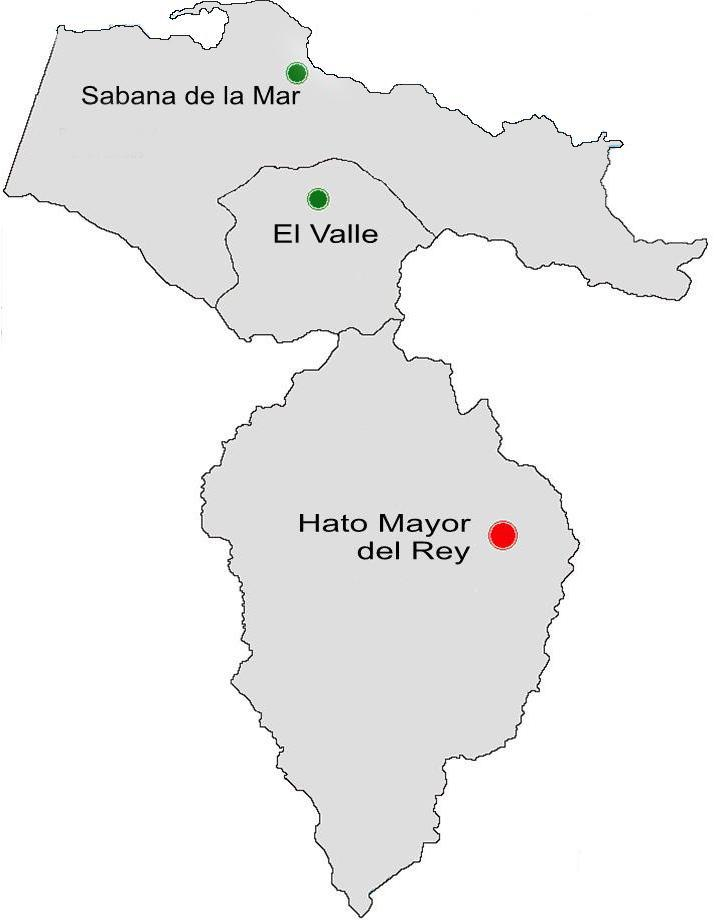
Mapa político.

Hato Mayor se encuentra localizada en la macrorregión del Sureste y dentro de esta en la región Higüamo, perteneciente a la región Este de la República Dominicana. Su posición astronómica es la siguiente: 18°50′ latitud Norte y 69°20′ longitud Oeste.
Limita al Norte con la Bahía de Samaná; al Sur con la provincia San Pedro de Macorís; al Este con la provincia El Seibo y San Pedro de Macorís; y al Oeste con la provincia Samaná, Monte Plata y San Pedro de Macorís.

### División administrativa
La provincia Hato Mayor tiene una extensión territorial de 1,329.29 km². Por su extensión es la provincia número 15 del país y ocupa el 2.7 por ciento del territorio nacional.
Está dividida en tres municipios y cuatro distritos municipales. La capital de la provincia o el municipio cabecera, Hato Mayor del Rey; El Valle y Sabana de la Mar. Al municipio cabecera pertenecen los distritos municipales de Guayabo Dulce, Mata Palacio y Yerba Buena; en tanto que el distrito municipal Elupina Cordero de Las Cañitas pertenece al municipio de Sabana de la Mar. El municipio de El Valle no tiene distrito municipal bajo su dependencia.
| Municipio          | Distritos Municipales                      | Superficie |
| ------------------ | ------------------------------------------ | ---------- |
| Hato Mayor del Rey | Guayabo Dulce - Mata Palacio - Yerba Buena | 653.8 km²  |
| Sabana de la Mar   | Elupina Cordero de Las Cañitas             | 512.6 km²  |
| El Valle           |                                            | 162.8 km²  |

### Geología
En la evolución geológica de Hato Mayor se perciben tres períodos: el reciente, el cretáceo y el mioceno-plioceno.
Durante el periodo anterior se formarían las grutas o cuevas de Fún-Fún y Doña Ana. Las llanuras que forman un arco desde San Antonio de Guerra, extendiéndose al suroeste de Hato Mayor, y cubriendo a La Romana son cascajales en el fondo, siendo sus cantos rodados, desmenuzados por la acción glacial, de antiguas épocas geológicas, cubiertas hoy por humus. La cadena de montañas ubicadas al este-sureste es de origen ígneo o volcánico; y por su composición rocosa, proviene de la zona más alejada del centro de la actividad ígnea. La cordillera Oriental, localizada al norte de la ciudad, es producto de las diferentes erupciones volcánicas, en épocas muy lejanas unas de otras. Al norte de Hato Mayor aparecen rocas volcánicas básicas. Al norte y oeste han sido señalados unos afloramientos de mineral de hierro. La clasificación geológica establece la existencia de rocas volcánicas indiferenciadas  al norte, o calizas y rocas volcánicas,  areniscas calcáreas y esquistos arcillosos, característicos del Parque nacional Los Haitises.
La capacidad productiva de los suelos de Hato Mayor es bien diferenciada y con pocos patrones regulares en su distribución espacial. Hacia el noroeste predominan suelos con vocación forestal, que también aparecen en otros puntos de la provincia. Hay amplias zonas con suelos de vocación de pasto sin peligro de erosión y otros de pasto con peligro de erosión. En lo que a suelo de vocación agrícola se refiere, en la provincia se encuentra limitadas áreas con potencial excelente para la agricultura, habiendo otras zonas ligeramente mayores con buena vocación también para la agricultura.
En la costa de Hato Mayor se distinguen algunos accidentes geográficos como la Bahía de la Jina y las puntas Yabón y Negro.

### Relieve

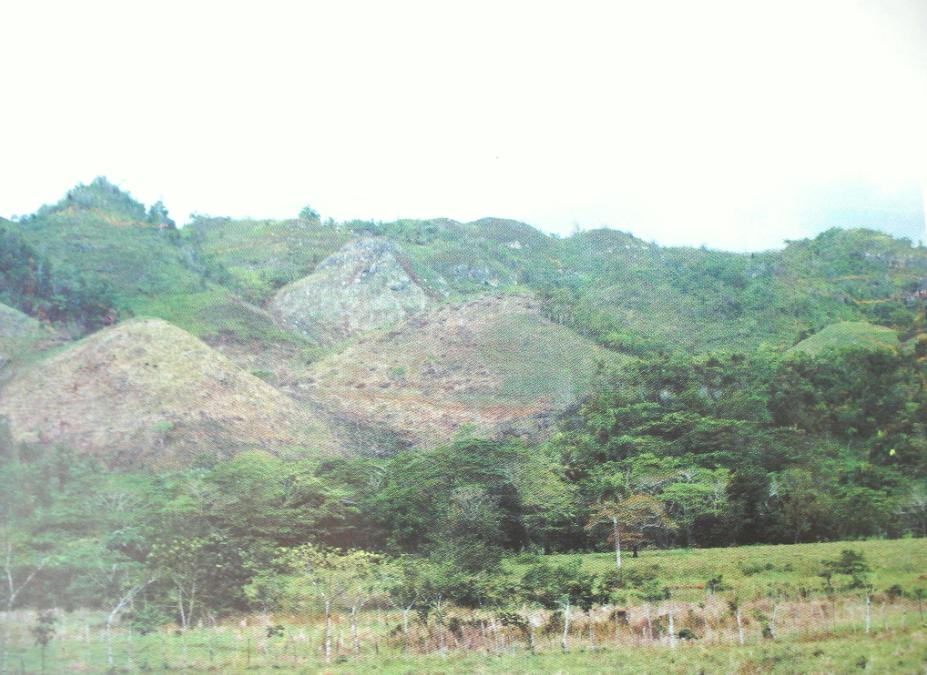
Vista de la Cordillera Oriental en el Parque nacional Los Haitises.

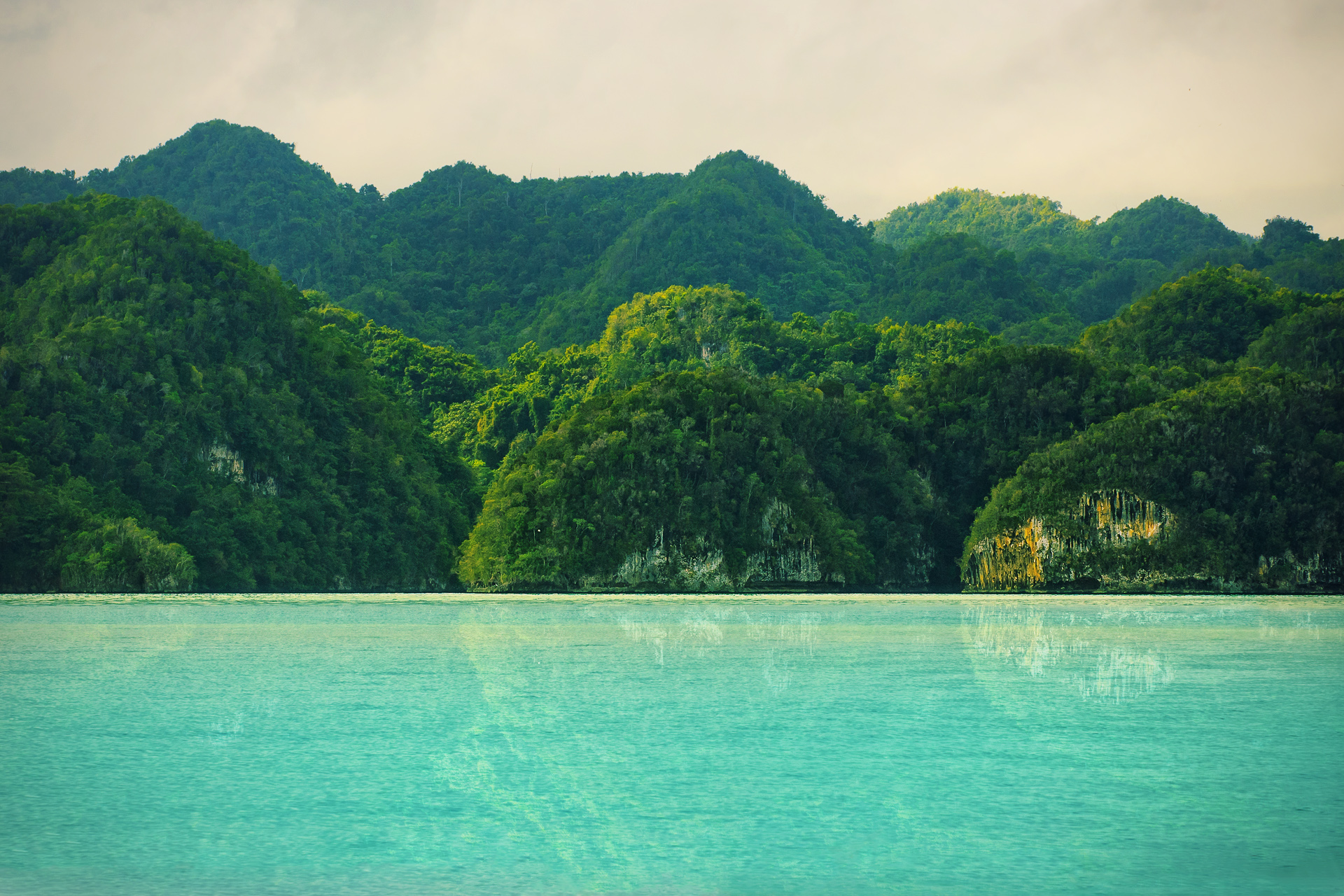
Región Kársica o Caliza de Los Haitises

Hato Mayor es esencialmente una llanura donde las escasas ondulaciones del terreno, que pertenece a la Cordillera Oriental, no superan los 500 metros sobre el nivel del mar. Ubicado en cuatro regiones geomorfológicas que son: la llanura costera de Sabana de la Mar y Miches, el Pie de Monte y la Cordillera Oriental o Sierra de El Seibo, la llanura costera Suroriental o del Caribe y la región Kársica o Caliza de los Haitises.
- La llanura Costera de Sabana de la Mar y Miches es una franja bastante estrecha hacia el oeste. La misma crece según avanza en dirección opuesta.[10] Se formó en el periodo pleistoceno de la era cuaternaria y está constituida por rocas sedimentarias. Encentrándose en la zona norte, donde se localizan los municipios de El Valle y Sabana de la Mar, y el distrito municipal Elupina Cordero de Las Cañitas. La vegetación es de bosque húmedo de gramíneas, y se caracteriza por microclima tropical húmedo de bosque y sabana. Tiene elevaciones por debajo de los 100 metros sobre el nivel del mar.[10]

- El Pie de Monte y la Cordillera Oriental o Sierra de El Seibo, la que cubre esta última la zona central, centro-oeste y centro-este de la provincia, donde está ubicado Hato Mayor del Rey, el distrito municipal de Yerba Buena y las secciones municipales de San Rafael y Arenitas, en la parte nor-central. La Cordillera Oriental está constituida por rocas ígneas o volcánicas, metamórficas y sedimentarias. En su ladera sur, limitando en gran medida con el Pie de Monte, tiene una franja calcárea o caliza compacta que determina la existencia de importantes cavernas como son la de Doña Ana en Hato Mayor, la Cueva de la Chiva de El Seibo y Las Cuevas del Peñón en Higüey, entre otras. Este sistema montañoso está formado por pequeños picos poco accidentados, cuyas máximas alturas no pasan de los 800 metros, como la Loma Vieja (736 metros). El clima de la Cordillera Oriental corresponde al tropical húmedo de bosque y la vegetación originaria es de bosque húmedo y muy húmedo. En casi su totalidad ha sido sustituida por vegetación creada por el hombre (artificial) mediante cultivos permanentes. Las primeras lomas que están subordinas a la Cordillera Oriental, son la lomas de Los Platanitos, de los Gíbaros y de los Manchados que son de formación caliza y son similares a la de la Loma de Los Castellanos en Yerba Buena. También sobresalen la Loma de Los Haitises, Loma del Toro, Loma Limón, Loma Buenavista, Loma el Peñón, Loma los Mampurrios, Loma Maguá, estas dos últimas en Sabana de la Mar, siendo estas lomas una proyección de la Cordillera Central.[5]

- La llanura costera Suroriental o del Caribe, cubriendo la zona Sur, Sureste y Suroeste de la provincia, donde se encuentran los distritos municipales de Guayabo Dulce y Mata Palacio. Es una llanura que se originó en el período pleistoceno de la era cuaternaria. Predominan las rocas calizas o calcáreas, y los suelos son aluvionales. Esta llanura no tiene alturas que superen los 100 metros sobre el nivel del mar.[10]

- La  región Kársica o Caliza de Los Haitises es una formación del período mioceno de la era terciaria y que en su parte noroeste cubre una importante área del Parque nacional Los Haitises. En esta región encontramos grietas subterráneas, siendo esta una extensa plataforma cársica de 1,600km², con cerros cónicos de altura uniforme entre 200 hasta 300 metros sobre el nivel del mar, entre los cuales abundan las dolinas, que hacen función de sumideros por donde se infiltran las abundantes lluvias que caen en la zona, circulando a través de 80 kilómetros que terminan en Cabo Engaño. Esta región está constituida por rocas sedimentarias del tipo calcárea o caliza y tiene un clima tropical húmedo de bosque con una pluviometría superior a los 2,500 milímetros de media anual. La vegetación es típica de bosque húmedo, con gran variedad de especies maderables.[12]

### Hidrografía
Los ríos de Hato Mayor se desplazan en dos direcciones: hacia el Océano Atlántico, la cual cubre la parte Sur de la Bahía de Samaná, bordeando Los Haitises y la Llanura Costera de Sabana de la Mar y de Miches, y es utilizada para la pesca marina y el transporte acuático, para comunicar la provincia Samaná con el municipio de Sabana de la Mar; y hacia el Mar Caribe.
Además de ríos, considerándose que en Hato Mayor se encuentra varios de los más importantes recursos hídricos de la Región Este, constituidos especialmente por saltos de agua y lagunas naturales, así como parte de la cuenca hidrográfica más importantes que son: el río Higuamo de unos 58 kilómetros, naciendo en el kilómetro 20 de la carretera Hato Mayor del Rey-Sabana de la Mar y desemboca en la provincia San Pedro de Macorís en el Mar Caribe, sus afluente más importante es el salto de agua Maguá, y los ríos Azuí, Almirante y Casuí que forman subcuencas, de este último nace el río Lajas; y el Yabón de unos 38 kilómetros, naciendo en la provincia El Seibo y desembocando en la Bahía de Samaná, en las proximidades de la ciudad de Sabana de la Mar, donde nace el salto de agua Yanigua de unos 19 kilómetros, al igual que el Apolinario, el arroyo La Jagua, el río El Sano y las lagunas La Clara, Los Hicacos, La Orleáns y la laguna Prieta. Otro de los ríos importantes es el Caño Hondo, el cual se encuentra en el Parque nacional Los Haitises; y los ríos Magarín y el Cibao, estos dos últimos afluentes del río Soco.
En el municipio Sabana de la Mar opera una zona de riego de la Unidad Operativa del Este, con unos 704 usuarios, que cubre unas 28.830 tareas. El sistema de canales está compuesto por trece unidades, ninguno de los cuales pasa de los 5,3 km de longitud, y todos en conjunto miden 30,5 km de largo.

### Clima
El clima de Hato Mayor es tropical, aunque debido a factores como barlovento (parte de la montaña donde chocan los vientos cargados de humedad), la influencia de los mares vecinos (Atlántico al norte y Caribe al sur), y la altitud se pueden distinguir dos microclimas: el tropical húmedo de bosque y el tropical húmedo de sabana. En Los Haitises, la Cordillera Oriental, el Pié de Monte y los llanos costeros de Sabana de la Mar y Miches el clima es cálido con temperaturas que superan los 25 grados Celsius y con pluviometría abundante. Por su parte, en la llanura costera Suroriental o del Caribe, predomina el clima tropical húmedo de sabana, con temperaturas promedios de 25 grados Celsius.
La precipitación pluvial promedio anual varía: hacia el noroeste, en Sabana de la Mar es de unos 2,122 mm; en Hato Mayor del Rey, en cambio, desciende a 1,578 milímetros.

## Áreas protegidas

### Parque nacional Los Haitises

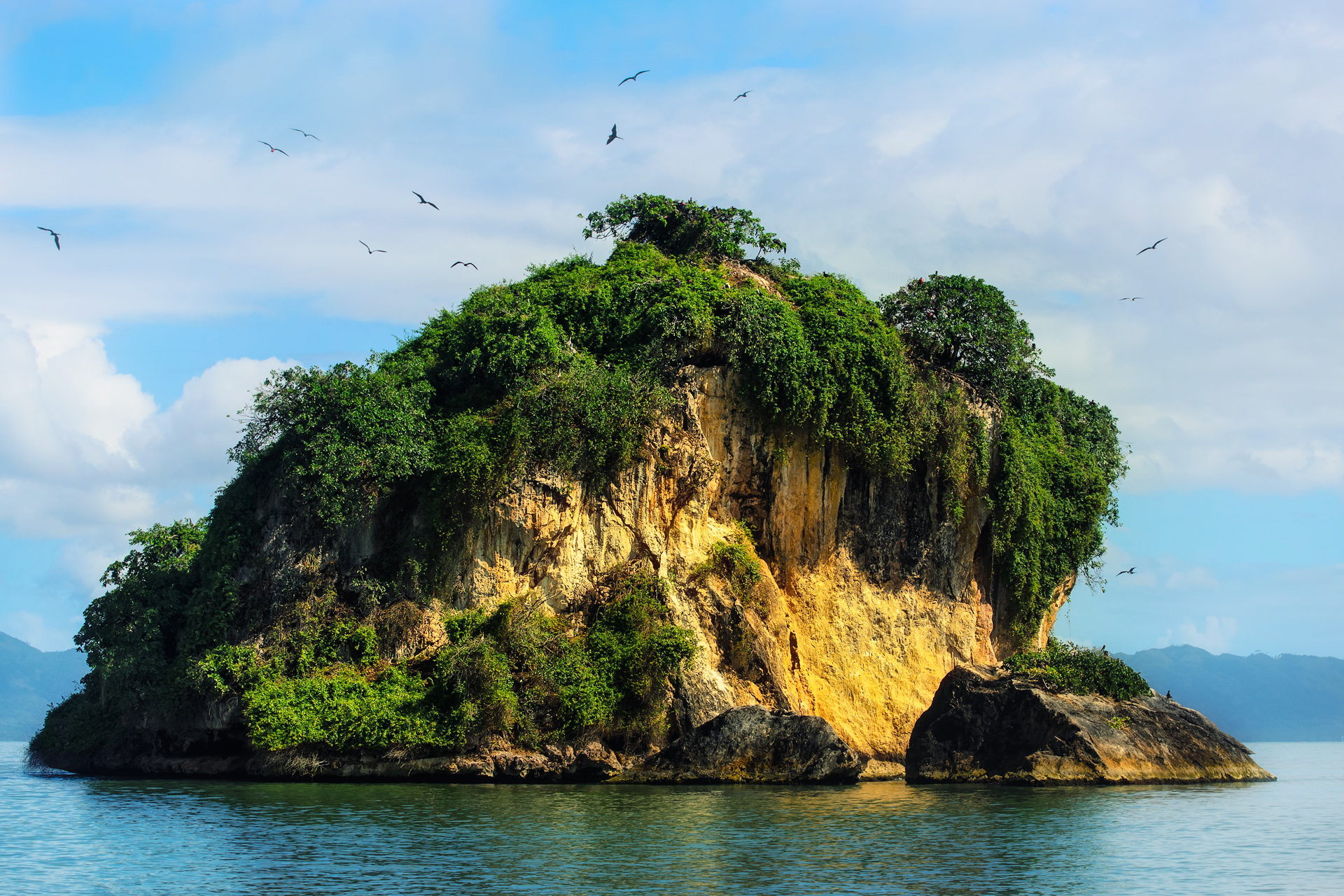
Una isla en la Bahía de San Lorenzo

En el territorio de la provincia se encuentra gran parte (206 km²) del Parque nacional Los Haitises, uno de los más importantes centros de nuestro Sistema Nacional de Áreas Protegidas. La provincia Hato Mayor posee uno de los patrimonios naturales costeros más extraordinarios de la República Dominicana.
El Parque nacional Los Haitises tiene una extensión de 600,82 km². Esta es una de las zonas más espectaculares que tiene el país y dadas a sus características, es una de las más visitadas por turistas nacionales y extranjeros. Este parque fue creado en el año 1968 mediante la ley 244, que desde entonces ha sido modificada en múltiples oportunidades. El propósito de esta área es proteger su plataforma cársica y todo el ecosistema que se ha creado a su alrededor. En el Parque nacional Los Haitises predomina el bosque húmedo en el que abundan los árboles de hojas anchas. En el área se ha cuantificado cerca de un centenar de especies endémicas de la isla de Santo Domingo y una veintena de ellas son exclusivas del parque. En este también está la zona de manglar más grande del país.
Uno de los aspectos más destacados del Parque nacional Los Haitises son sus recursos culturales e históricos, entre ellos las pictografías y petroglifos que aparecen en su sistema de cavernas, entre las que se pueden citar: Cueva de la Arena, Cueva San Gabriel y Cueva de La Línea.

### Refugio de Vida Silvestre Manglar de la Jina
También en la provincia se encuentra un área de protección especial llamada Refugio de Vida Silvestre Manglar de la Jina, con una dimensión de 53 km². En ésta no solo se brinda protección al manglar y al hábitat que se forma a su alrededor, sino que también se fomenta la investigación científica, la educación, la recreación y el turismo, entre otras actividades.

## Flora y Fauna

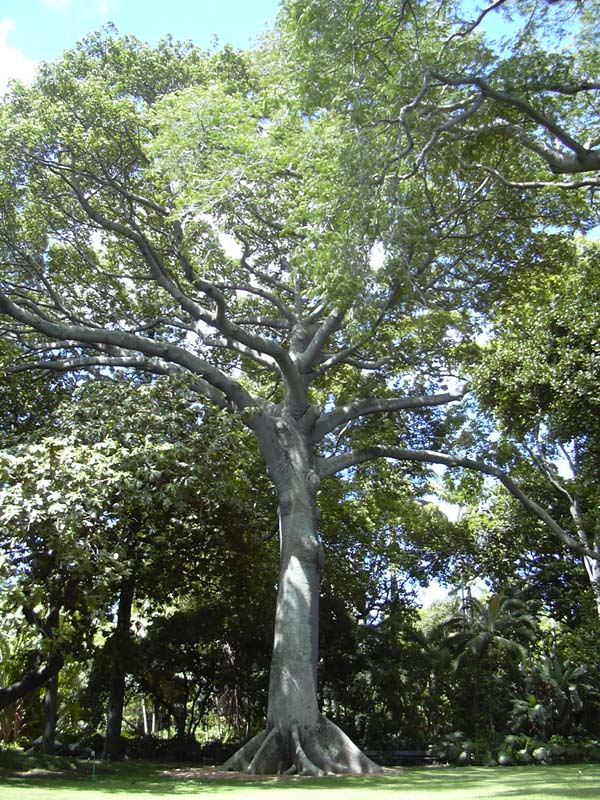
Ceiba, árbol nativo de Hato Mayor.

En la provincia Hato Mayor se encuentra una diversa fauna y flora, típica de bosque húmedo y de vegetación de sabana o gramínea. La principal reserva de fauna y flora de la provincia se encuentra en el Parque nacional Los Haitises, donde pueden encontrarse varias especies endémicas de la isla. Los árboles nativos son la Ceiba (Ceiba pentandra); el mangle blanco (Laguncularia racemosa); mangle botón (Conocarpus erectus); mangle prieto (Avicennia germinans); caoba (swietenia mahagoni); cedro (Cedrela odorata); guayabos (Psidium guajava); cocoteros (Cocos nucifera); y la palma real (Roystonea regia).
Entre las aves que habitan en la provincia Hato Mayor, el perico (Aratinga chloroptera) es endémico, también habitan la cotorra (Amazona ventralis); la lechuza (Tyto alba); la laura (Gathartes aura); garza de rizos (Egretta thula); garza azul (Egretta caerulea); el rey congo (Nycticorax nycticorax); las tijeretas (Fregata magnificens) y la garza real (Ardea cinerea). El reptil endémico es el lagarto terrestre, más conocido como rana y los mamíferos el murciélago Phyllops haitiensis, la jutia (Plagiodontia aedium) y el solenodonte (Solenodon paradoxus).

## Economía

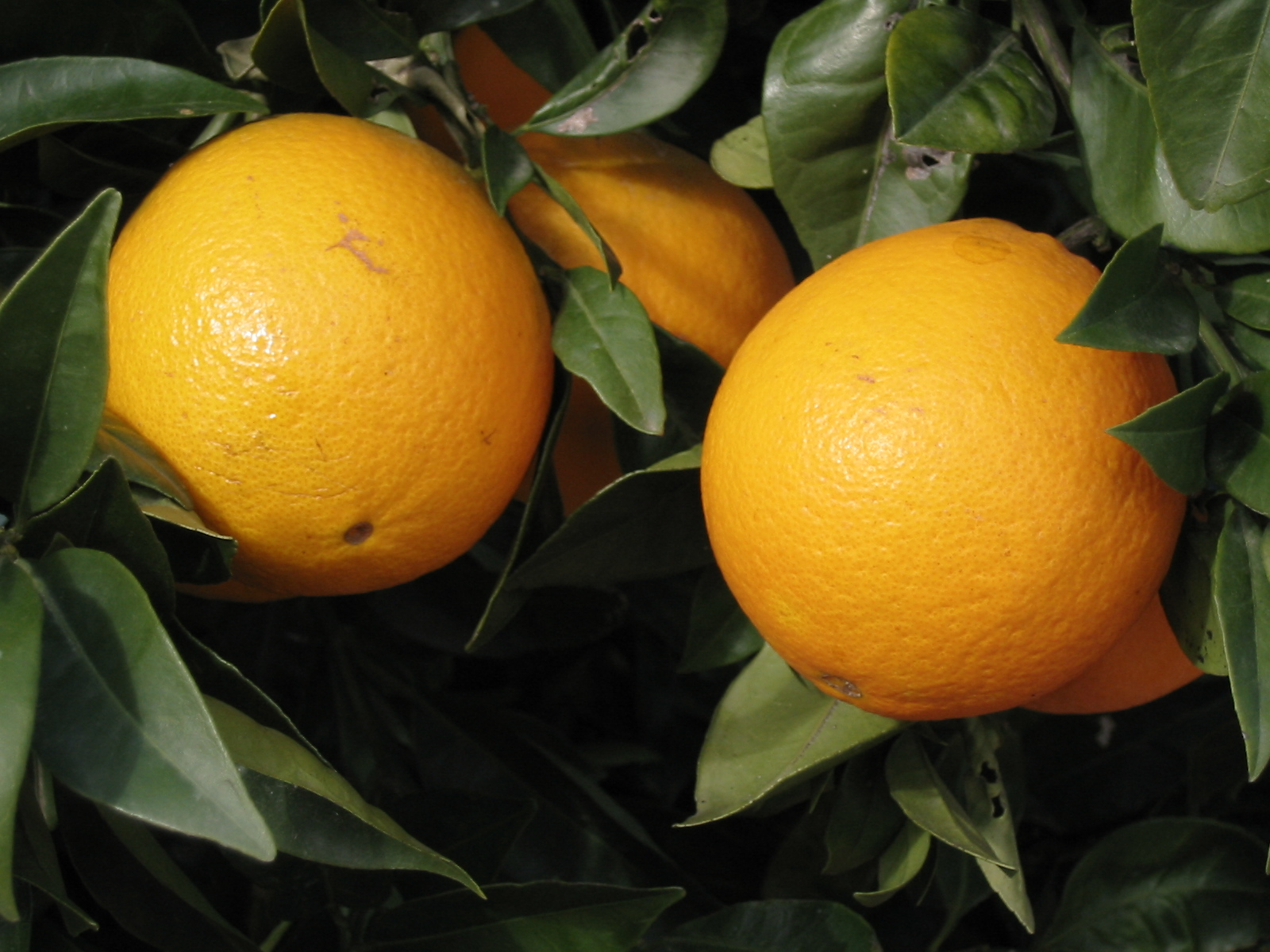
naranja, es la producción agrícola más importante de la provincia.

La base de la economía se sustenta en la agricultura, principalmente el cultivo de cítrico de naranjas, mandarinas, cerezas y chinolas. El pionero en la introducción del cultivo organizado de la naranja en la República Dominicana fue el agroempresario afincado en Hato Mayor Don Juan Barceló Artigues. La producción más importante de cítricos se encuentra a mano de tres familias de la región Este que son los Barceló, los Hazim y los Santoni, propietarios de la industria procesadora de cítricos llamada Consorcio de Citrícola del Este, estimándose que aproximadamente el 50% de la producción de cítricos se encuentra en esta provincia para la elaboración de jugos y néctares, distribuyéndose al nivel nacional, y exportándose a España, Estados Unidos, Puerto Rico, Barbados y Aruba. También se encuentran otros productores de cítricos que cultivan sus propios terrenos.
Otras producciones son las plantaciones de chinola orgánica y de cereza con la mayor plantación del país y del Caribe, a cargo de Julio Giraldéz Casanovas, procesadas en una pequeña planta extraer la pulpa y el jugo concentrado.
Otros cultivos importantes de la provincia son el arroz, café, coco, piña, plátano, entre otros cultivos. Así como tubérculos como el ñame, yautía y yuca. También se cultiva la caña de azúcar ya que se encuentran aquí el Ingenio Azucarero Pringamosa S.A. y que gran parte de la producción de caña de azúcar de la provincia de San Pedro de Macorís se encuentran en los terrenos de la provincia de Hato Mayor. El cacao es otras de las producciones de esta provincia, siendo esta la tercera región productora del Este, con una producción anual de 262 mil quintales. Y por último pero no menos importante, la palma africana, predominando en el municipio El Valle, extrayéndose de esta el más del 50% de aceite el cual es vendido a refinadores locales, las empresas que se encarga de esto son Inasca Agroindustrial y Mercasid.
Las actividades ganaderas en la provincia se remontan al siglo XVI, cuando la zona era el hato de ganado más extenso de la isla de La Española. La riqueza pecuaria es digna de mención, con predomino del vacuno para uso lechero, entre la que se encuentra la finca a cargo de los hermanos Barriola, con la producción de leche para venderla a la empresa Parmalat Dominicana; y cárnico, siendo Hato Mayor el cuarto productor de leche a nivel nacional; cría de caballos y en menor escala producción porcina, ganado caprino; y aves de corral, predominando la Asociación de Ganaderos la cual agrupa a casi la totalidad de los productores de ganado.
La producción pesquera de la provincia de Hato Mayor se concentra en el municipio de Sabana de la Mar, donde existen frigoríficos y procesadoras de pescados que permiten la conservación de las especies para su posterior comercialización en supermercados y hoteles a nivel nacional. Una amplia variedad de pescados y mariscos se pescan en la zona, en la se concentra en la pesca de los ríos la tilapia; y en las costas la langosta, camarones, cangrejos, chillo o pargo colorado, pulpos, chillo prieto, mero y la minuta.
En el municipio de El Valle, se encuentra una gran plantación de flores. Este vivero está constituido por grandes invernaderos que cubren miles de metros cuadrados cultivados de flores y plantas ornamentales de la empresa Anthuriana Dominicana. Las producciones se venden al nivel local y la exportación.
El subsuelo proporciona ámbar en la zona del municipio de El Valle, y la carretera que comunica a Sabana de la Mar, que no es explotado ampliamente de manera comercial. También se limita a explotaciones de calizas, tosca y rocas volcánicas, en particular para la producción de materiales para asfalto. Asimismo se han otorgado permiso para exploración para mármol, calizas y rocas volcánicas.
En la provincia se han instalado importantes empresas agroindustriales de destilería y alimentaría, ya que se encuentran importantes fábrica de quesos y embutidos, impulsado por Don Felimón Güílamo Rijo (conocido como Don Món), entre la que se encuentran: Queso Hatuey, propiedad de Don José Antonio Martínez Soriano, surgiendo esta empresa el 13 de abril de 1958; Queso Patrón de Oro, propiedad de Pedro Julio Evangelista Monegro, registrándose que cerca de 1.4 millones de litros de yogur envasados anualmente para su comercialización tanto a nivel provincial como nacional; y Queso Cambre. También existen varias microempresas familiares productoras de dulces, quesos, mabí, y vinos de maíz, de cacao y de sábila, otros derivados.
En el área de turismo, funcionan varios hoteles ecológicos entre los que está el hotel Paraíso Caño Hondo el cual ofrece a sus visitantes un hotel ecológico y de bajo coste. Sus instalaciones tienen la particularidad de estar dentro del cauce del río Caño Hondo
También opera plantas químicas dedicadas al procesamiento y embotellamiento de agua potable; y un parque de zona franca para la producción de textiles. Otra actividad importante es la producción de artículos de cuero, de talabarterías que producen la mayor cantidad de aperos para caballos de toda la región con alto nivel de calidad y aceptación de sus productos.

## Población

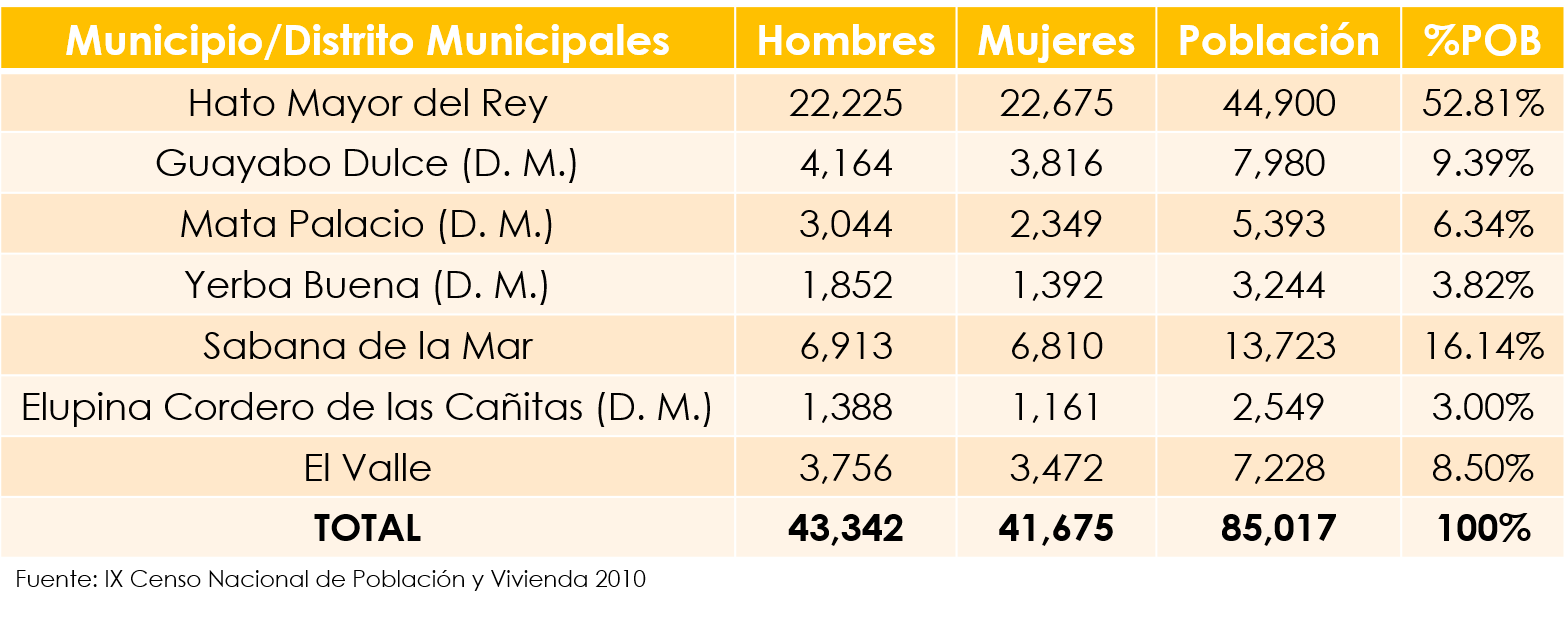
Esta tabla contiene información de la cantidad poblacional por municipio de la provincia Hato Mayor. Fuente: IX Censo Nacional de la Población y Vivienda 2010

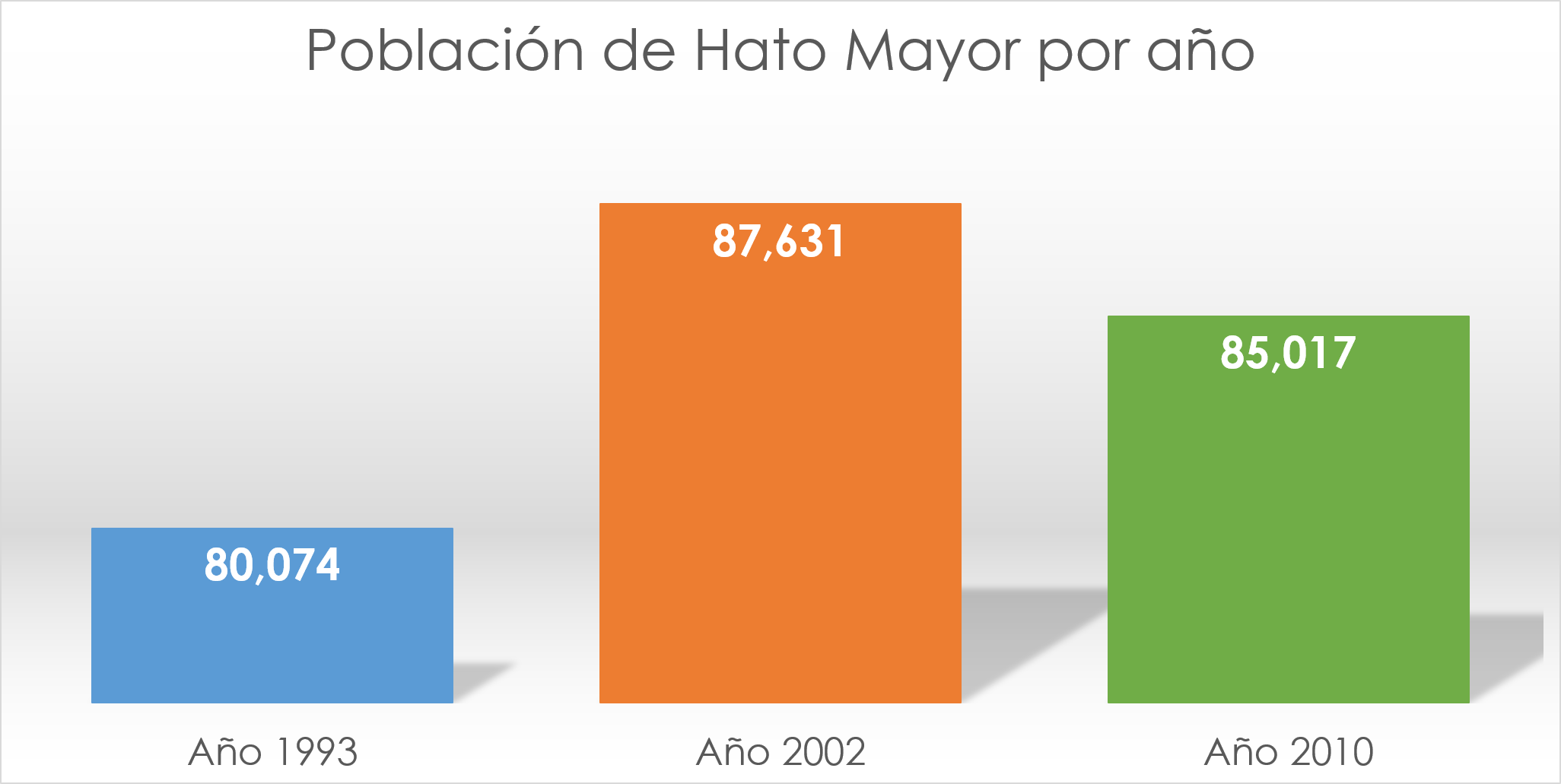
Esta gráfica contiene información de la población de la provincia Hato Mayor en los años 1993, 2002, 2010. Fuente: IX Censo Nacional de la Población y Vivienda 2010

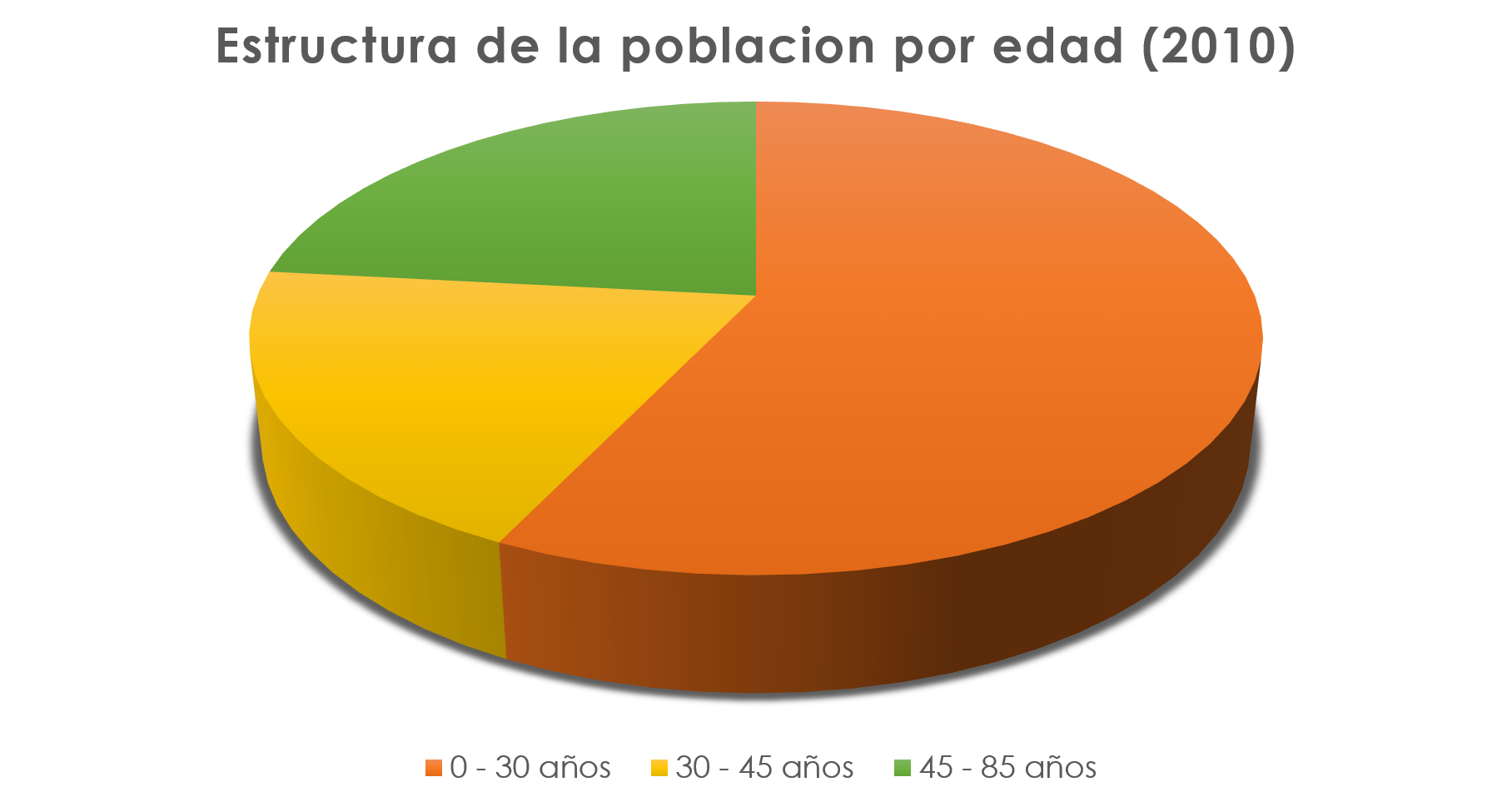
Esta gráfica contiene información de la estructura de la población por edad de la provincia Hato Mayor. Fuente: IX Censo Nacional de la Población y Vivienda 2010

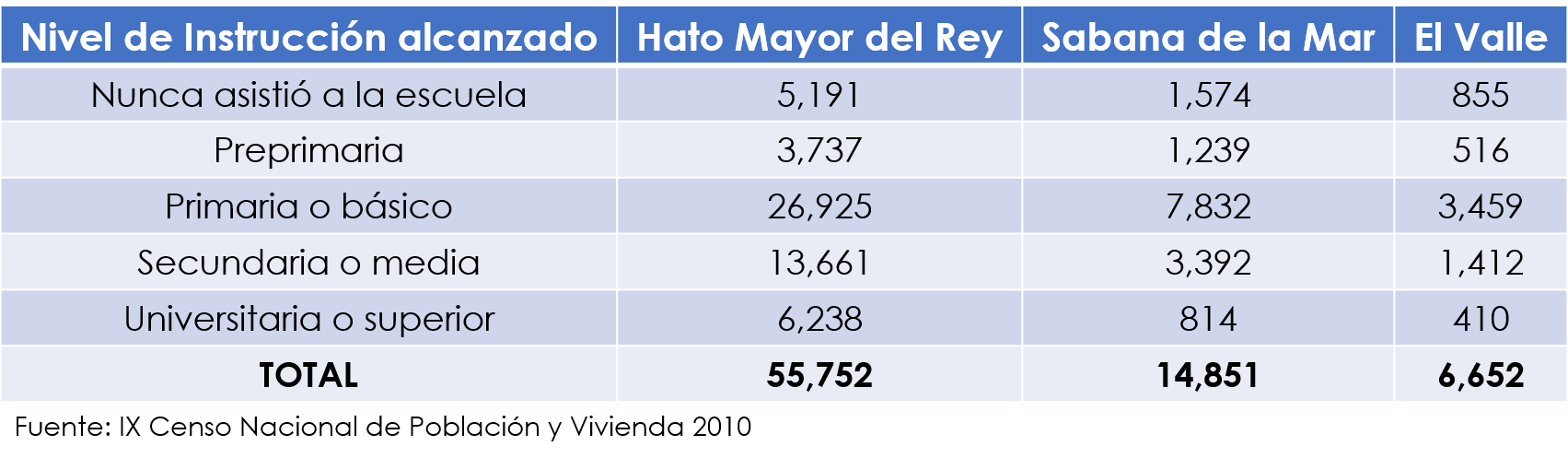
Población de 5 y más años por sexo, según el nivel de instrucción alcanzado o
terminado, año 2010 Fuente: IX Censo Nacional de la Población y Vivienda 2010

La provincia de Hato Mayor, con una población de 85,017 habitantes, según estimaciones del IX Censo Nacional de Población y Vivienda realizado en el año 2010, tiene una densidad poblacional de 63.9 habitantes por kilómetros cuadrados. El 78.34% de la población reside en los tres municipios que conforman la provincia, siendo el municipio de Hato Mayor del Rey el de mayor población, concentrando el 52.81% de la población de la provincia. El resto de la población se concentra principalmente en el municipio de Sabana de la Mar con 16.14% y el distrito municipal de Guayabo Dulce con 9.39%.
Un elevado porcentaje de la población de Hato Mayor reside en áreas urbanas, estando solo el 33% en el área rural, lo que coloca a Hato Mayor como una de las diez provincias del país con menor ruralidad. En las zonas urbanas, el municipio cabecera (Hato Mayor del Rey) y Sabana de la Mar registran una gran concentración poblacional, con el 21.9% y 8%, respectivamente de su población residiendo en la zona rural.
La estructura por edad de la población refleja que la provincia tiene una población joven, ya que el 57.10% de sus habitantes tiene menos de 30 años. Los adultos en su plenitud productiva (de 30 a 45 años) solo representan el 19.60% de la población, en tanto que aquellos entre 45 a 85 años constituyen el 23.30% de los hatomayorenses. Lo anterior sugiere un fuerte flujo migratorio entre las personas de esas edades a causa de las pocas oportunidades de empleo y la deficiencia en la provisión de servicios básicos. Los hombres representan el 50.98% del total de los habitantes en la provincia, mientras las mujeres constituyen el 49.02%.
En concordancia con eso, los datos del censo muestran que Hato Mayor se ubica dentro de las 5 provincias con mayores niveles de migración. De hecho más del 40% de la población nacida en esta provincia no reside actualmente allí y en los cinco años previos al censo (1998-2002) el 11.1% de la población migró de forma permanente hacia otras provincias.
El principal destino de migración lo constituye la provincia de San Pedro de Macorís, con un 47% de los migrantes, en tanto que hacia Santo Domingo emigra el 22% de los hatomayorenses. Este patrón podría indicar que la población de la zona sale de la provincia buscando incrementar su capacidad laboral y/o su nivel de vida, razón por la cual no retorna de manera permanente a la provincia. De hecho, la tasa de dependencia es de 0.82%, por encima del promedio nacional, lo que sugiere que la emigración es de personas jóvenes y en edad de trabajar.
Por otro lado, cuando se analizan los indicadores de pobreza se encuentra que Hato Mayor, conjuntamente con El Seibo, muestran las tasas de incidencia de la pobreza más elevadas de la región Este. Estimaciones de los autores muestran que los niveles de pobreza en Hato Mayor son elevados y comparables a aquellos de zonas muy deprimidas económicamente como son las provincias de la región sur del país.
De hecho, se estimó que más de la mitad de la población de Hato Mayor (54.5%) vive en condiciones de pobreza, lo que pudiera estar relacionado con la limitada explotación de los recursos económicos de la zona, la ausencia de fuentes de trabajo y la alta concentración de la tierra.

### Características de la Población Económicamente Activa (PEA)
De acuerdo a los datos del Censo Nacional de Población y Vivienda realizado en el año 2010, un total de 68,516 personas en la provincia, que representan un 80.59% trabaja. Al respecto, los indicadores de desempleo revelan que Hato Mayor presenta los mayores niveles de desempleo de la región este, con un 15.4%. El desempleo es especialmente significativo en el municipio de Sabana de la Mar y en las zonas rurales de la provincia.
Al igual que en otras provincias del país, la respuesta al desempleo y la pobreza en la zona ha sido el autoempleo y las microempresas. Un 34.70% de la población ocupada en Hato Mayor lo constituyen trabajadores por cuenta propia, lo que supera al promedio nacional de 38.9% así como al promedio de toda la región Este que es de 40.65%.
Estos resultados ratifican la reducida oferta que tienen los hatomayorenses para insertarse en el mercado laboral, pues hay pocas fuentes de empleo. También podría sugerir que se buscan alternativas laborales en el sector informal dado los bajos niveles de capacitación de la mano de obra, lo que ha propiciado el surgimiento de muchas microempresas familiares dedicadas a la producción agroindustrial.
Por otro lado, los niveles de remuneración en la provincia son bajos e inferiores a los que se perciben en el resto de la región Este y a nivel nacional. En Hato Mayor casi una tercera parte de la población (32.3%) declaró percibir un ingreso mensual inferior a los 2,000 pesos en el año 2002 mientras que este porcentaje fue de 30.5% para la región este y 28.5% para el total nacional.
Esto pudiera reflejar que la población tiene reducidas opciones laborales en actividades con remuneración superior al salario mínimo nacional, lo que pudiera estar condicionado por los bajos niveles de instrucción de la PEA de la provincia.
En relación con la estructura sectorial del empleo, el mayor empleador en la provincia es el sector otros servicios (22.9%) donde se agrupan las actividades de suministro de energía, gas y agua, servicios financieros, actividades inmobiliarias y empresariales, enseñanza, servicios de salud, y actividades micro-empresariales menores (reparación, confección, etc). Luego sigue el comercio (21.8%), el sector agropecuario (18.1%) y la industria (14%). La incidencia de las actividades ligadas al turismo es muy baja (3.4%). La agroindustria es de gran importancia en la generación de empleo estable en la provincia, lo que está acorde con la diversidad de empresas dedicadas a esos fines. Por otro lado, los indicadores de la calificación de la mano de obra existente en la provincia Hato Mayor no son muy favorables cuando se comparan con el resto del país y con las demás provincias de la zona Este.
La tasa de analfabetismo en la población entre los 15 y 24 años en el 2010 es de 24.7, y más del 50% no había alcanzado la educación secundaria. En este sentido, los niveles de escolaridad de la población mayor de 15 años en Hato Mayor pueden considerarse como bajos cuando se les compara con otras provincias del país. Esto contrasta con los bajos niveles de ruralidad de la provincia, pues sería de esperar mayores niveles de escolaridad en una población mayoritariamente urbana. Esto pudiera estar sugiriendo deficiencias en la provisión de los servicios educativos, lo que es consistente con la elevada migración observada en la provincia.

## Figuras importantes
|  | Nombre                          | Nacimiento               | Muerte                 | Ocupación |
|  | ------------------------------- | ------------------------ | ---------------------- | --- |
|  | Jorge Radhamés Zorrilla Ozuna   | 16 de diciembre de 1954  | -                      | Es un abogado, exmilitar y político dominicano. Presidente y fundador del Partido Cívico Renovador. Jefe de Estado Mayor del Ejército Nacional durante el período 2003-2004. Actual director del Instituto de Estabilización de Precios (INESPRE). |
|  | Pedro Guillermo                 | 29 de junio de 1814      | 18 de febrero de 1867  | Fue un militar comerciante y político dominicano. Presidente de la República Dominicana en 1865. Perteneció al Ejército Nacional, participó en las batallas por la Independencia del 19 de marzo de 1844, fue el guerrillero más destacado en las luchas por la Restauración Nacional. |
|  | Cesáreo Guillermo               | 8 de marzo de 1847       | 8 de noviembre de 1885 | Fue Presidente de la República Dominicana en los períodos 1878 y 1879. Se inició en la vida militar en 1863, a los 16 años de edad. Ocupó posiciones como diputado en el Congreso Nacional y Ministro de Interior y Policía. Fue junto a Ulises Heureaux, Jefe Superior de Operaciones del Movimiento Unánime Popular desde el 2 de septiembre de 1878 hasta 6 de septiembre de 1878. |
|  | Anthony Ríos                    | 17 de julio de 1950      | 4 de marzo de 2019     | Es compositor, cantante y comediante dominicano. Se inició en lo música tocando la guitarra y cantando canciones trovadorescas y de la bohemia pueblerina. Como compositor se ha destacado por ser autor de casi todos los temas que ha cantado, muchos de los cuales han dado la vuelta al mundo en su propia voz y en la de otros afamados vocalistas como Yolandita Monge, Fernando Allende y Pastor López, entre otros. En cuanto a su trabajo en la televisión dominicana, participó en los programas: El Show del Mediodía, Cuentos y Cantas y el Show de Luisito Martí. |
|  | Robert del Castillo             | 24 de junio              | -                      | Cantante y comunicador dominicano. Desde adolescente formó parte de la orquesta de Johnny Ventura. Luego de varios años se lanza como solista destacándose con temas como Agua Viva, Hasta Que Conocí, Mi Novia y Mi Mujer, entre otros. En cuanto a su carrera como comunicador, se ha destacado por su participación en El Show del Mediodía. |
|  | Juan Freddy Armando             | 21 de diciembre de 1951  | -                      | Escritor dominicano. Empezó a publicar poemas y cuentos en el año 1973. Ejerció el periodismo siendo redactor y corrector del periódico El Nuevo Diario y colaborador del Listín Diario, El Nacional y el Periódico Hoy. Ha ganado numerosos premios literarios como mención en el Concurso Literario de la Biblioteca Nacional Pedro Henríquez Ureña, en 1987, mención de honor y publicación de poemas en el Concurso de Poesía de Casa de Teatro en el año 1985, entre otros. Es actualmente Gerente de Cultura del Banco Reservas.                                         |
|  | Miguel Ángel Severino Rodríguez | 3 de mayo de 1953        | -                      | Presidente del Colegio Dominicano de Contadores Públicos, Inc., 1988/ 89, Presidente fundador del Consejo Regional de Desarrollo Territorial de la Macro Región Sureste. |
|  | Freddy Javier                   | 26 de septiembre de 1946 | -                      | Maestro de las Artes Visuales Dominicanas. Estudió en la Escuela Nacional de Bellas Artes graduándose como profesor de Bellas Artes en 1970. Se ha desarrollado como pintor muralista participando en la creación de algunos murales como la Piscina Olímpica de los Juegos Panamericanos y en la iglesia de la Altagracia de Santo Domingo. En el periodo 2001-2005 fue presidente del Colegio Dominicano de Artistas Plásticos (CODAP) y ha ejercido como profesor de Dibujo en la Escuela Nacional de Bellas Artes.                                                         |